# Qalat
Qalat é uma cidade do Afeganistão localizada na província de Zabol.